# Anna Identici
Anna Identici (Castelleone, 30 luglio 1947) è una cantautrice italiana.

## Biografia

### I primi passi
Figlia di un dipendente delle Ferrovie dello Stato, già da bambina si mette in luce con le sue doti canore in spettacolini provinciali in Emilia e in Lombardia, ma ha il suo vero esordio nel 1962, all'età di 15 anni, durante il Carnevale di Crema. Dopo aver partecipato al Festival di Castrocaro nel 1964 arrivando in finale, viene scelta da Mike Bongiorno come valletta per il suo programma televisivo La fiera dei sogni, insieme a due sue colleghe: Milena e Anna Marchetti.

### Sanremo e la gloria
Nel 1965 vince il Festival di Zurigo con il brano Un bene grande così, e l'anno seguente esordisce al Festival di Sanremo con la canzone Una rosa da Vienna, scritta per lei da Bruno Lauzi su musica di Gianni Guarnieri, che canta in coppia con i New Christy Minstrels classificandosi al quinto posto. Nello stesso anno partecipa al concorso Un disco per l'estate con il brano Una lettera al giorno, e al Festival di Zurigo dove si afferma con Bentornato a casa.
Nel 1967 partecipa nuovamente al concorso Un disco per l'estate con il brano Tanto tanto caro, e all'Oscar Nazionale della Canzone dove si afferma con Il bene che mi dai. Nel 1968 ritorna a Sanremo guidata da Mara Maionchi con Quando m'innamoro, scritta da Daniele Pace e Mario Panzeri su musica di Roberto Livraghi, che diverrà la sua canzone più celebre. Questo brano verrà inciso da Engelbert Humperdinck con il titolo A man without love, e raggiungerà il secondo posto delle classifiche di vendita britanniche conquistando anche una certa popolarità oltreoceano.
Altra partecipazione al concorso Un disco per l'estate con il brano Non calpestate i fiori.
Il 18 gennaio 1969 Anna Identici, poco prima di partecipare al Festival di Sanremo, dove avrebbe dovuto cantare la canzone Il treno (verrà sostituita da Rosanna Fratello), dopo una serie di litigi col marito, tenta il suicidio ingerendo una forte dose di sonnifero. Portata in ospedale entra in coma ma si salva.

### Da ragazza "acqua e sapone" a cantante "impegnata"
Il 1970 la vede tornare alla ribalta con la conquista del terzo posto al Festival di Napoli con la canzone Distrattamente, che canta in coppia con Tony Astarita.
È ancora a Sanremo nel 1970 e nel 1971 rispettivamente con Taxi e Il dirigibile, entrambe cantate in coppia con Antoine. Dopo queste partecipazioni decide di cambiare genere, passando a una musica più "impegnata" e pubblicando nel 1971 l'album Alla mia gente, che contiene canti di lavoro e canzoni legate a temi di attualità. Significativa di questa svolta è la canzone che presenta al Sanremo del 1972 intitolata Era bello il mio ragazzo, che parla dei cosiddetti omicidi bianchi (le morti sul lavoro causate dal mancato rispetto delle norme sulla sicurezza da parte del datore di lavoro). L'anno seguente partecipa per l'ultima volta alla manifestazione canora con Mi son chiesta tante volte.
Nel 1974 riscuote grande successo con la canzone Quaranta giorni di libertà, sigla dell'omonimo sceneggiato televisivo dedicato alla partigiana Repubblica dell'Ossola. In seguito continua a dedicarsi alla musica folk e pubblica diversi album di musica popolare italiana.

### La maturità
Successivamente collabora con Umberto Bindi, duettando con lui nella canzone Se ci sei, che apre l'album Bindi del cantautore genovese, pubblicato nel 1985.
L'ultimo suo lavoro in sala di incisione è l'album Maria Bonita del 1986, realizzato in collaborazione con Sergio Bardotti, sul tema della condizione sociale delle donne in Sudamerica.
È ricomparsa in TV nella seconda metà degli anni 90 in alcune trasmissioni di revival, ad esempio in "Ci vediamo in TV" di Paolo Limiti.
Nel 2008 interpreta il brano Partire, scritto da Sergio Bardotti e Pino Massara, nell'album Bardoci, omaggio al paroliere scomparso. Nello stesso album sono contenuti "Se fossi il tempo", scritto da Nini Giacomelli, Sergio Bardotti e musica di Pino Massara, interpretato da Simone Cristicchi e "La Ballerina/Ciranda da Bailarina", scritto da Nini Giacomelli, Sergio Bardotti e musica di Chico Buarque de Hollanda, brani che Anna Identici aveva cantato nel 1984, nello spettacolo Telecomando diretto da Velia Mantegazza.

## Discografia

### Album in studio
- 1966 - Anna Identici
- 1969 - Anna Identici
- 1971 - Alla mia gente
- 1972 - Apro gli occhi di donna su 'sta vita
- 1973 - Adesso sembra solo una speranza
- 1974 - E per la strada
- 1976 - Anna come sei
- 1978 - ...Vita
- 1986 - Maria Bonita

### Raccolte
- 1995 - Una Rosa da Vienna
- 2002 - Il meglio
- 2002 - I grandi successi di Anna Identici
- 2002 - Anna Identici - I successi
- 2002 - Anna Identici - Il meglio

### Singoli
- 1965 - Lo stile adatto a me/Solo, solo te
- 1965 - Un bene grande così/Mamma babbo surf
- 1965 - Sette uomini d'oro/Che timido sei tu
- 1966 - Una rosa da Vienna/Uno ha bisogno dell'altro
- 1966 - Una lettera al giorno/Sempre così
- 1966 - Ben tornato a casa/Il bene che mi dai
- 1966 - Tu scendi dalle stelle/Notte santa
- 1967 - Tanto tanto caro/Una stretta di mano
- 1967 - Al bar del corso/C'è qualcuno che piangerà
- 1967 - Non passa più/Al bar del corso
- 1968 - Quando m'innamoro/Cielo mio
- 1968 - Non calpestate i fiori/Non mi cambierai
- 1968 - Più importante dell'amore/Un'avventura
- 1968 - Sorridi sorridi/Più importante dell'amore
- 1969 - Il treno/La gente vola
- 1969 - Bambino no, no, no/A questo punto
- 1970 - Taxi/Ho veduto la vita
- 1970 - La lunga stagione dell'amore/Da un po' di tempo
- 1970 - Distrattamente/Core a core, ma cu te)
- 1971 - Il dirigibile/Orgoglio senza lacrime
- 1971 - L'uva fogarina/Sciur padrun dalle belle braghe bianche
- 1971 - Amore mio non piangere/La mia morosa cara
- 1972 - Era bello il mio ragazzo/E quando sarò ricca
- 1972 - Se l'operaia non va in paradiso/Il fumo
- 1972 - Amore da niente/Ci sono storie strane
- 1973 - Mi son chiesta tante volte/Vangelo 2000
- 1973 - Mia città/E il resto mancia
- 1974 - 40 giorni di libertà/Col cuore e con le mani
- 1976 - Anna come sei/Nostalgia
- 1977 - La Nuova Lega/Dalle fiabe
- 1980 - Oro/Estasi